# Urangaua subanalis
Urangaua subanalis är en skalbaggsart som först beskrevs av Dmytro Zajciw 1964.  Urangaua subanalis ingår i släktet Urangaua och familjen långhorningar. Inga underarter finns listade i Catalogue of Life.